# Koi no Tsubomi
Singles de Kumi Kōda
Someday / Boys♡Girls
(2006) 4 hot wave
(2006)
Koi no Tsubomi est le 31e single de Kumi Kōda sorti sous le label Rhythm Zone le 24 mai 2006 au Japon. Il atteint la 2e place du classement de l'Oricon. Il se vend à 140 267 exemplaires la première semaine, et reste classé pendant 21 semaines, pour un total de 273 060 exemplaires vendus. Il sort en format CD et CD+DVD.
Koi no Tsubomi a été utilisé comme thème musical pour le drama Busu no Hitomi ni Koishiteru et pour le film d'animation Cars. Koi no Tsubomi se trouve sur l'album Black Cherry, sur la compilation Best ~Third Universe~ et sur l'album remix Koda Kumi Driving Hit's.

## Liste des titres
Toutes les paroles sont écrites par Kumi Kōda.
| 1. | Koi no Tsubomi (恋のつぼみ)                                        | Yusuke Kato | 4:14 |
| 2. | Koi no Tsubomi (A Cup of Milk Tea Bossa Nova Version) (恋のつぼみ) | Yusuke Kato | 4:13 |
| 3. | Koi no Tsubomi (Instrumental) (恋のつぼみ)                         | Yusuke Kato | 4:12 |

| 1. | Koi no Tsubomi (恋のつぼみ) |  |
| 2. | Making of                   |  |